# الکس راسل (بازیکن فوتبال، زاده ۱۹۴۴)
الکس راسل (انگلیسی: Alex Russell؛ زادهٔ ۲۱ فوریهٔ ۱۹۴۴) بازیکن فوتبال اهل بریتانیا است.
از باشگاه‌هایی که در آن بازی کرده‌است می‌توان به باشگاه فوتبال بلکبرن روورز، باشگاه فوتبال ترانمره راورز، باشگاه فوتبال اورتون، باشگاه فوتبال ساوتپورت، باشگاه فوتبال کرو آلکساندرا و باشگاه فوتبال فورمبی اشاره کرد.